# Christopher James Davis
Pour les articles homonymes, voir James Davis (homonymie) et Davis.
Christopher James Davis est né dans l'île de la Barbade en 1842, et est décédé le 27 novembre 1870 à Noyers-Pont-Maugis. Médecin à Sedan pendant le siège de cette ville par les troupes prussiennes, il meurt de maladie contractée dans son action humanitaire. Son engagement au service des victimes d'un conflit dont il n'était lui-même en rien partie prenante, préfigure les actions des volontaires au sein d'organisations internationales humanitaires, organisations qui commençaient à apparaître à l'époque.

## Genèse
Son père est britannique, sa mère de la Barbade. La famille compte dix enfants. Ce sont des méthodistes wesleyanistes. Il devient prédicateur de cette église et instituteur.
À partir de 1866, il est à Londres. Aidé par un couple londonien, il fait de brillantes études de médecine tout en continuant son action d'évangéliste et en se déplaçant dans les Iles Britanniques. Il est l'auteur également d'écrits évangélistes

## Médecin à Sedan pendant le siège de cette ville

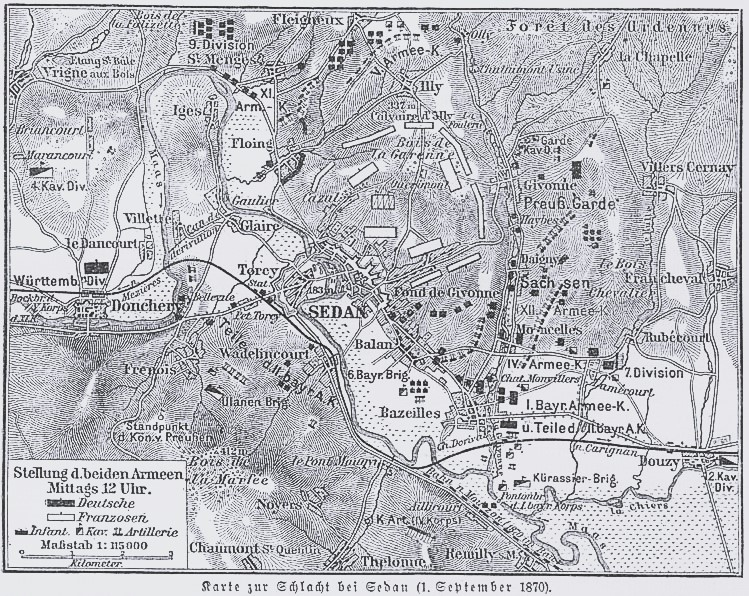
Carte du siège de Sedan

Jeune interne de 28 ans de l'hôpital londonien Saint-Bartholomeus, il se porte volontaire pour soigner les blessés pendant la Bataille de Sedan de 1870 et arrive dans cette ville fin août 1870 dans l'une des ambulances de la Société de Secours aux Blessés Militaires (ancêtre de la Croix-Rouge française). Le siège se termine mais  de nombreux civils et militaires ont besoin de soins. Il participe également à l'organisation de soupes populaires, et soigne aussi des blessés et malades allemands à Pont-Maugis (aujourd'hui commune de Noyers-Pont-Maugis).
Connu comme le bon docteur noir, il meurt en novembre 1870, après la fin du siège de Sedan, des suites de la variole contractée auprès des personnes soignées. 
Une foule sedanaise importante suit ses obsèques, ainsi que le maire de Sedan et des représentants des deux armées ennemies. Il est enterré au fond de Givonne à Sedan : l'église réformée de Sedan lui  a créé une sépulture dans le petit cimetière protestant, en témoignage de sa reconnaissance pour l'œuvre d'amour qu'il a accomplie dans notre pays en sacrifiant sa vie aux malheureuses victimes de la guerre, comme mentionné sur sa pierre tombale.

## Sources
- (en) Cet article est partiellement ou en totalité issu de l’article de Wikipédia en anglais intitulé « Christopher James Davis » (voir la liste des auteurs).

- WJ Lowe, The Nest in the Altar or Reminiscences of the Franco-Prussian War of 1870 réédité par Chapter Two, London en 1999,  (ISBN 1-85307-123-4).
- Napoleon Noel, The History of the Brethren 2 volumes, Chapter Two, Londres, 1993.